# Otamatone

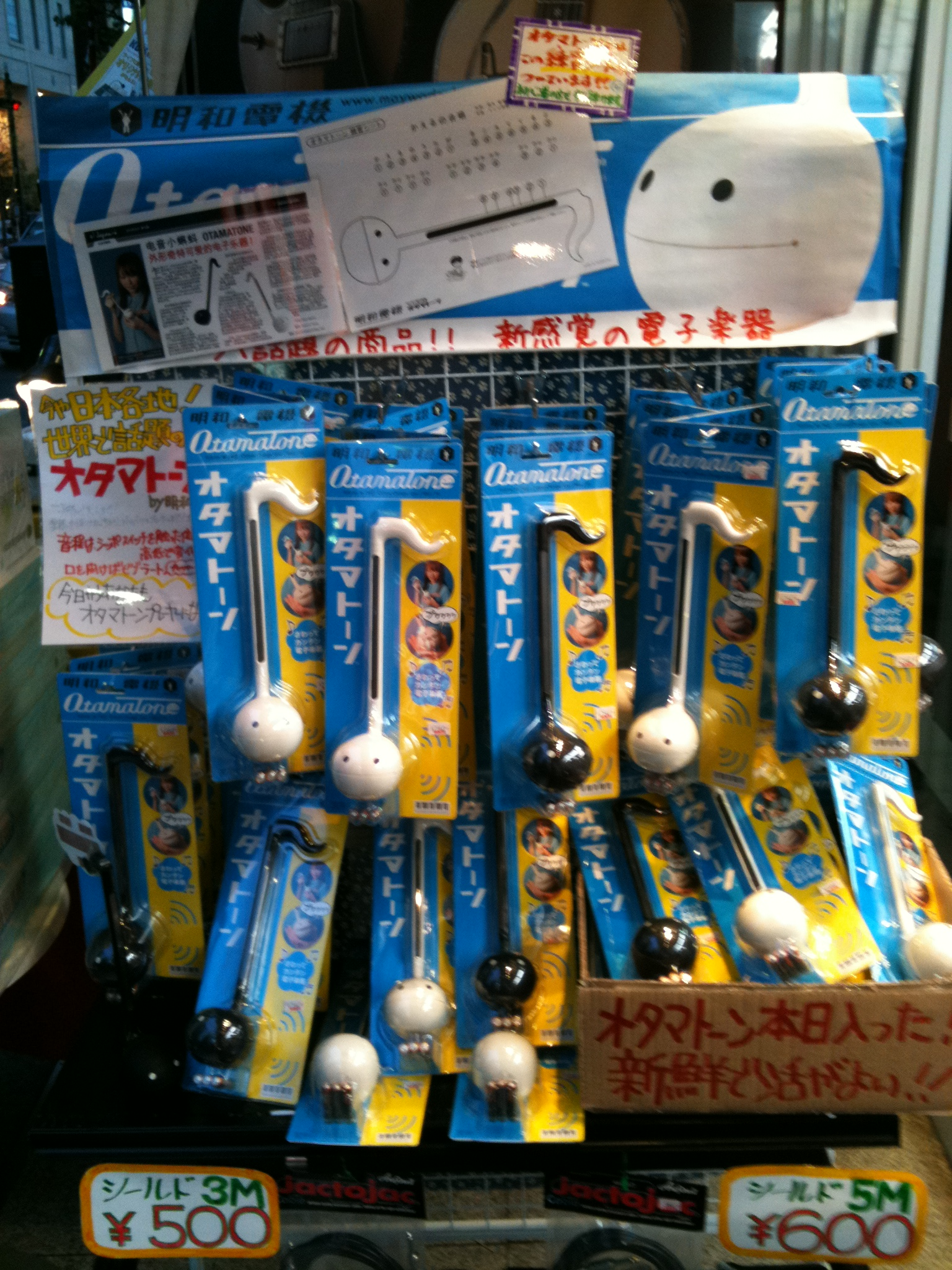
Des otamatone en tête de gondole.

Otamatone est un instrument de musique électronique développé en 2010 au Japon par la société Cube Works avec Maywa denki, un groupe d'artistes composé des frères Masamichi et Nobumichi Tosa.

## Description et fonctionnement
L'otamatone est un jouet sonore dont le corps est en forme de croche, avec son émergeant d'une bouche sur la tête de note. Pour jouer, il faut utiliser ses deux mains : une main tient et serre la tête, l'autre contrôle la hauteur en glissant le doigt le long d'une barre placée sur la hampe ; une position plus haute sur la hampe produit un bruit plus grave. La variation de la pression sur la tête (ouvrant et fermant ainsi la bouche de l'instrument) crée un effet de wah-wah, et le fait de secouer le cou (modifiant ainsi légèrement la pression sur la tête) crée un effet de vibrato. Des boutons à l'arrière de la tête permettent de changer la hauteur des notes, d'éteindre et d'allumer l'otamatone ou de régler le volume.

## Modèles
L'otamatone est décliné en plusieurs modèles :
- la version originale
- Wahha, avec des dents,
- Deluxe, avec une prise de casque[3],
- Mini.